# Sveržov
Sveržov es un municipio del distrito de Bardejov en la región de Prešov, Eslovaquia, con una población estimada a final del año 2024 de 677 habitantes.
Se encuentra ubicado en el centro-norte de la región, cerca del río Topľa (cuenca hidrográfica del río Tisza) y de la frontera con Polonia.

## Demografía
| Año        | 1994 | 2004     | 2014     | 2024     |
| ---------- | ---- | -------- | -------- | -------- |
| Población  | 444  | 511      | 580      | 677      |
| Diferencia |      | +15,09 % | +13,50 % | +16,72 % |

| Año        | 2023 | 2024    |
| ---------- | ---- | ------- |
| Población  | 652  | 677     |
| Diferencia |      | +3,83 % |